# ハザル
ハザル（chăza"l）は、"chăkhāmēynū zikhrônām liBhrākhāh"（我々の尊敬すべき賢者）の略語で、ミシュナー、タルムード編纂時代のラビのこと。
タナイーム 、アモライーム、サボライーム、ゲオニームを含む。